# 関西大学大学院法務研究科
関西大学大学院法務研究科（かんさいだいがくだいがくいん ほうむけんきゅうか）は、関西大学大学院に設置される研究科の一つであり、ロースクール（法科大学院）である。通称は、関西大学法科大学院。

## 概要
関西大学大学院法務研究科は、法曹界、産業界等との連携により、質の高い教育課程を編成し、円滑かつ効果的な教育研究を目指している。また、教育課程連携協議会（アドバイザリー・ボード）を学内に設置している。
法科大学院の1学年の定員は40名、教授陣は専任教員 20名（うち研究者教員12名、実務家教員8名）、修業年限は、法学未修者：3年 （標準コース）、法学既修者：2年 （短縮コース）となっている。
関西大学法科大学院棟のある「以文館」は、教室、ロー・ライブラリー、自習室、個人ロッカー、各教員の研究室、ティーチング・アシスタント執務室、食堂、学生ラウンジを完備している。学生の使用する専用の自習室（個人専用キャレル）は24時間、ロー・ライブラリーは7時00分から23時00分の間開室し、いずれも365日利用可能となっている。
関西大学法科大学院の修了者は、学位として「法務博士」 （専門職）が得られる。
2022年司法試験で、関西大学法科大学院の最終合格者数は、15人である。

## 交通アクセス
千里山キャンパス
- 所在地：大阪府吹田市山手町3-3-35
- 法科大学院オフィス「以文館」
- 阪急千里線「関大前駅」下車、駅北口から正門まで徒歩約5分、
- 阪急千里線「千里山駅」下車、駅から北門（第1学舎に至近）まで徒歩約9分。